# Ґлембочиця
Ґлембочиця (пол. Głęboczyca) — село в Польщі, у гміні Добре Мінського повіту Мазовецького воєводства.
Населення — 229 осіб (2011).
У 1975—1998 роках село належало до Седлецького воєводства.

## Демографія
Демографічна структура станом на 31 березня 2011 року:
|          | Загалом | Допрацездатний вік | Працездатний вік | Постпрацездатний вік |
| -------- | ------- | ------------------ | ---------------- | -------------------- |
| Чоловіки | 114     | 29                 | 71               | 14                   |
| Жінки    | 115     | 26                 | 53               | 36                   |
| Разом    | 229     | 55                 | 124              | 50                   |